# Фишано
Фиша̀но (на италиански: Fisciano) е град и община в Южна Италия, провинция Салерно, регион Кампания. Разположен е на 320 m надморска височина. Населението на общината е 13 652 души (към 2010 г.).